# IC 579
IC 579 ist eine Balken-Spiralgalaxie vom Hubble-Typ Sab im Sternbild Hydra südlich des Himmelsäquators. Sie ist schätzungsweise 416 Millionen Lichtjahre von der Milchstraße entfernt.
Das Objekt wurde am 25. März 1889 vom US-amerikanischen Astronomen Lewis A. Swift entdeckt.
Es gibt jedoch keinen besonders guten Grund zu der Annahme, dass PGC 28702 IC 579 ist, aber es ist als solches in einer Reihe von Datenbanken aufgeführt (wenn auch gelegentlich mit der Warnung, dass die Identifizierung sehr unsicher ist). Die Identifizierung basiert vermutlich darauf, dass die Galaxie ungefähr die gleiche Rektaszension wie Swifts Messung aufweist und das hellste Objekt in angemessener Entfernung von seiner Position ist. In den meisten Fällen waren Swifts Deklinationen jedoch weitaus genauer als seine Rektaszensionen, und wenn seine Deklinationen falsch waren, waren sie normalerweise um ein einfaches Vielfaches von einer oder zehn Bogenminuten oder von ganzen oder halben Grad versetzt (Fehler, die leicht zu beheben wären, indem man die Einstellkreise auf seinem Teleskop richtig liest).